# HD195961
HD195961 — хімічно пекулярна зоря спектрального класу F1, що має видиму зоряну величину в смузі V приблизно  4,9.
Вона  розташована на відстані близько 195,0 світлових років від Сонця.